# Alticola albicauda
Alticola albicauda är en däggdjursart som först beskrevs av Frederick W. True 1894.  Alticola albicauda ingår i släktet asiatiska bergssorkar och familjen hamsterartade gnagare. Inga underarter finns listade i Catalogue of Life.
Denna gnagare förekommer i Kashmirregionen i Pakistan och Indien och kanske längre österut i Himalaya. Arten borde liksom andra medlemmar av samma släkte föredra buskskogar i klippiga regioner. Utbredningsområdet ligger 3600 till 4250 meter över havet.
Arten blir 10,1 till 10,8 cm lång (huvud och bål) och den har en 2,8 till 3,2 cm lång svans. Viktuppgifter saknas. Den gråa pälsen på ovansidan har på några ställen inslag av rött och på undersidan förekommer ljusgrå till vitaktig päls. De vita till ljusgråa håren på svansen bildar en tofs som är längre än svansen. Honor har fyra par spenar.
En kommitté som upprättade ett internationellt program för skydd av små däggdjur i södra Asien antar att Alticola albicauda är hotad i beståndet. På grund av Kashmirkonflikten saknas tillfredsställande undersökningar. IUCN listar arten med kunskapsbrist (DD).